# 松本裕見子
松本 裕見子（まつもと ゆみこ、1968年12月23日 - ）は、広島県広島市出身の広島ローカルタレント。

## 概要
広島市立三篠小学校、広島市立仁保中学校(第7期)、広島県立広島皆実高等学校(第38期生)を経て、安田女子短期大学卒業。
安田女子短期大学在学中にタレント西田篤史の事務所で電話番のアルバイトを始める。タレント志望でもなんでもなくただの電話番のバイトだったが、そのユニークなキャラクターが放送関係者の目に留まりテレビやラジオに出演するようになり、テレビ番組『週刊パパたいむ』（RCCテレビ）で活躍し広島県内を代表するローカルタレントとなる。現在も多くの広島県内で放送されているテレビ番組・ラジオ番組に出演している。
脚本家の鴨義信（公園兄弟）とは、皆実高校時代のクラスメイトだった。
2017年3月2日～4月16日、メガネの田中 特別ディスプレイ企画「松本裕見子が選ぶ！広島メガネニスト」を開催しプロデューサーを務める。
2017年3月27日、ロッテ『乳酸菌ショコラ』アンバサダーに、東尾理子、前田典子、金子貴俊、アンジェラ佐藤、千葉直樹、JOY、いとうまい子、シルク、山本華世と共に就任、松本裕見子は中四国地区から選出。
ダックスフントを飼っている愛犬家である。

## 現在の出演

### テレビ
- 早起きは三文の徳（2023年5月 - 、広島ホームテレビ）毎週日曜
- 釣りびと万歳 （NHK BSプレミアム） 語り　日曜　不定期出演

### ラジオ
- 松本裕見子のDear WOMAN（2021年4月3日 - 、RCCラジオ）毎週日曜10時-10時30分
- 花金ラジオすっぴんブギ（2024年4月5日 - ）毎週金曜 12:00-15:00

## 過去の出演

### テレビ
- 朝まで夜ッテレビ（1989年~1993年　毎週土曜レギュラー、テレビ新広島）
- 週刊パパたいむ（1992〜2003年、RCCテレビ）
- HOMEフレッシュモーニング（1990年代半ば、広島ホームテレビ）
- モテモテ6（2000年〜2001年、RCCテレビ）
- モテモテロックnight（2001年〜2004年、RCCテレビ）
- 生です!カッキン（2003年〜2008年9月、広島ホームテレビ）
- 木金ウォッチ!ひろしま（2004年4月〜2005年3月、RCCテレビ）
- ジョブジョブ（2004年〜2007年3月17日、広島ホームテレビ）
- ひろしま菜'S（2005年〜2009年、広島ホームテレビ）
- あっぱれ!熟年ファイターズ （2009年4月18日 - 2017年12月30日 毎週土曜レギュラー、広島ホームテレビ）
- みんなでつくるけん!ひろしま（2010年〜2012年、広島テレビ、毎週日曜） 広島県広報番組
- 情報てれび 榮屋松本堂（2008年10月3日〜2009年9月25日、広島ホームテレビ）
- 広島発　夏満喫するならココだポン！～美と癒しの旅&珍体験ツアー（2012年8月15日、RCCテレビ）
- 週末喫茶アサブランカ（2013年4月5日〜2016年3月26日、広島ホームテレビ）
- 広島発！夏満喫するならココだポン！（2013年8月14日、RCCテレビ）
- テレビ版『浮気なストリッパー』（2014年1月11日、RCCテレビ） - みかんの人
- 恋とか愛とか（仮） スピンオフSP2｢崖っぷちな女｣ （2017年1月12日、広島ホームテレビ）主演女優 裕子(39)役
- あっぱれ リストランテマミー （2017年、広島ホームテレビ）
- 広島テレビ開局55年記念 ライバルからの招待状 餃子&お好み焼きのライバル同士が互いをリスペクト（2017年7月22日、広島テレビ）
- 勝ちグセ。カープV8達成 力舞いて連覇スペシャル（2017年9月18日深夜、広島ホームテレビ）
- よくばりアリス（2017年10月 - 、広島テレビ）
  - Hiroshima三ツ星ツーリスト（2017年10月13日・12月8日） 西村知美を案内
  - 来シーズンこそは、日本一!カープ新黄金時代到来スペシャル（2017年11月3日・24日）
- 釣りびと万歳 （NHK BSプレミアム） 語り
  - 2015年3月23日 「早春 大物ブリの食い気を誘え！～山田純大 山口・周防大島へ～」
  - 2015年10月25日「ルアーを投げろ！スズキ対決～鈴木拓 山口・周防灘へ～」
  - 2016年7月24日 「初夏の日本海　アオリイカと一騎打ち！～武田修宏 島根・出雲～」
  - 2016年12月11日「知られざる大物ウッカリカサゴを釣り上げろ～テツ 島根・隠岐の島」
  - 2017年7月29日 「夏の瀬戸内海 マダコ釣り大作戦！～平野貴大 広島・三原へ～」
  - 2017年10月8日 「あきらめない心で スズキをリベンジ!～國村隼 岡山・倉敷へ～」
- リストランテマミー（2017年3月4日 - 、広島ホームテレビ） 料理番組　毎月第1・第3土曜日10：25～10：30　先生：イタリア料理教室 la mano代表 木村真美
  - 2017年3月4日 - 12月16日までは『あっぱれ リストランテマミー』
  - 2018年1月8日から『リストランテマミー』
  - マックスバリュ段原店 Cooking Stationで公開収録。
- よくばりアリス（2017年10月 - 、広島テレビ） 毎月2回金曜　不定期出演
- ひろしま満点ママ! 駅んさい年末SP with 松本裕見子 西条駅の旅（2017年12月20日、テレビ新広島）
- 家具博へGO!（2018年1月16日、広島ホームテレビ）
- テレビ派（ - 2018年2月23日、広島テレビ） 毎週金曜コメンテーター
  - コーナー「街かど中継」「おじゃま飯」「おじゃましちゃいます」レポーターも担当。
- みみよりライブ 5up!（2018年4月9日 - 2023年3月24日、広島ホームテレビ） 毎週月-金曜 メインパーソナリティー[11]
- 生まれ変わる紙屋町!エディオンツインタワーを徹底解剖!（2019年6月30日、RCCテレビ）森崎浩司とMC

### ラジオ
- ジューケンキャンパススタジオ（1992年〜1993年、RCCラジオ）
- 松本裕見子のおまかせ探険隊（1997年〜1999年、RCCラジオ）
- 週末たべごろラジオ（1999年〜2003年、RCCラジオ）
- 土曜はドドーンと満員御礼（2003年〜2007年、RCCラジオ）
- 本名正憲のきょうもゴゴイチ内「松本裕見子が見つける　こころの心」（〜2010年3月、RCCラジオ）
- 俊雄と裕見子のおもいっきり土曜日（2007年 - 2018年3月24日最終回、RCCラジオ）
- 松ちゃん・大ちゃんのふくふくサタデー（2018年4月7日 - 2024年3月23日、RCCラジオ）
  - 2018年4月7日 - 2021年3月27日、通年放送
  - 2021年10月30日 - 22年3月26日、2022年10月6日 - 2024年3月23日、デーゲームオフ期間放送

## 広告

### CM
- 広島トヨペット
- 広島県LPガス協会[12]
- メモリアルパーク広島（大空石材）
- 広島県議会議員一般選挙 あなたの家族の物語 ひろしま投票家族（2019年3月）祖母 役 ※西田篤史と夫婦役
- 介護施設・介護サービス セイワのハピネス（2022年）西田篤史と出演

### ポスター
- がん検診一斉受診月間 デーモンかかぁ（2018年、広島県「がん検診へ行こうよ」推進会議）啓発ポスターのキャラクター

## イベント
- 広島県 みんなでおせっかい「こいのわ」プロジェクト 2016年度おせっかいゲスト（サポーター）

## 映画
- あした（1995年 大林宣彦監督）
- マヌケ先生（1998年 大林宣彦監督）
- 横川サスペンス（2005年 神酒大亮監督）
- 鯉のはなシアター（2018年 時川英之監督）- 愛実の母 役
- 彼女は夢で踊る（2019年7月15日広島先行公開 時川英之監督）
- 惑星ラブソング（2025年公開予定、時川英之監督）[13]

## 楽曲作品
レコード・CD
- オイスターズ『殉愛（広島篇）』（1990年6月6日 ビクター音楽産業 VIDL-10038）8cmCD
オヨネーズの「麦畑」のヒットで発売された。同じ事務所の川野美津子（後にショップチャンネルのキャストになる）と「オイスターズ」としてリリース。作詞は地元パーソナリティの一文字弥太郎。カップリングは、ウィローズ「ねぇ聞いてちょ!（名古屋篇）」。2曲ともオリジナル・カラオケを収録。
- イチゴ大福『キッチンと恋しよう』（2000年12月25日 制作：RCC中国放送、制作協力：OFFICE AT'S / RCCフロンティア）マキシシングルCD
RCCテレビ「モテモテ6」の企画で制作、発売された。出演者のユミコ[14]、松本裕見子、および、沖繁義の3人組グループ「イチゴ大福」としてリリース。作詞は地元パーソナリティの一文字弥太郎、作曲・編曲はCHOKKAKU（SMAPの編曲も担当した事がある）。500枚限定で製作され、売上金は地元施設の洗濯機購入資金に充てられた。カラオケも収録。

## 誘拐事件
26歳当時の1995年11月22日13時50分頃、広島市中区河原町の市道交差点で乗用車で移動中、車に乗り込んできたナイフを持った男性にマネージャーと一緒に拉致され、広島空港に行かされるなど3時間半連れ回され、尾道市内のショッピングセンターで保護された（なお、事件そのものは未解決のまま迷宮入りとなった）。